# Richard Watson (homme politique)
Pour les articles homonymes, voir Richard Watson (homonymie).
Richard Watson (6 janvier 1800 - 24 juillet 1852) est un homme politique britannique whig qui est député de Cantorbéry de 1830 à 1835 et brièvement en 1852 pour Peterborough.

## Biographie
Il est le quatrième et dernier fils de Lewis Watson (2e baron Sondes) (1794-1874), de son mariage avec l'héritière Mary Elizabeth Milles, de North Elmham. Son frère aîné change son nom pour Milles.
Il sert au 11th Hussars, un régiment de cavalerie, dans la Guerre d'indépendance espagnole. Il se présente d'abord aux élections législatives de 1826 à Canterbury, où il est soutenu en son absence par les réformistes et ne recueille que 107 voix. Cependant, aux Élections générales britanniques de 1830, il est en tête du scrutin à Canterbury, avec 1.334 voix, et est élu sans opposition en 1831. Il remporte à nouveau une élection disputée en 1832, alors que l'un des autres candidats est le fou John Nichols Thom, se faisant appeler William Courtenay, autrement 'Tom of Truro', qui obtient 375 voix. Watson est tellement consterné par le soutien accordé à cet adversaire qu'il refuse de se représenter aux Élections générales britanniques de 1835.
Le 21 décembre 1839, il épouse Lavinia Jane, fille de Lord George Quin, petite-fille de Thomas Taylour (1er marquis de Headfort) et petite-nièce de George Spencer (2e comte Spencer). Ils ont trois fils et deux filles, la dernière est posthume,:
- George Lewis Watson, marié à Laura Maria (décédée en 1893), fille de John Hobart Culme-Seymour, 2e baronnet, en 1867.
- Edward Spencer Watson (décédé en janvier 1889), épouse Mary Blanche Hall le 28 septembre 1871
- Wentworth Watson (1er mars 1848 - 5 juillet 1925), vicaire de Monmouth, de St. Thomas, d'Oxford et de Abingdon, épouse Eveleen Frances Stopford, sœur d'Albert Stopford, le 23 avril 1903.
- Mary Georgiana Watson, mariée à Michael Culme-Seymour (3e baronnet) le 16 octobre 1866
- Lavinia Grace Watson (1852-1933), épouse le baron Eugen von Roeder (1847-1938) le 14 juillet 1875

En 1849, il hérite de son frère Henry, mort sans enfants, des derniers domaines de la famille dans le Northamptonshire, centrés sur le château de Rockingham, où il vit depuis 1836.
Le 7 juillet 1852, il est réélu à l'élection générale aux communes comme député de Peterborough, mais il meurt quelques semaines plus tard, le 24 juillet 1852, à l'âge de 52 ans, aux thermes de Bad Homburg, près de Francfort. Son corps est ramené en Angleterre et enterré à Rockingham, dans le Northamptonshire.